# ISX
ISX (англ. Intestine specific homeobox) – білок, який кодується однойменним геном, розташованим у людей на довгому плечі 22-ї хромосоми. Довжина поліпептидного ланцюга білка становить 245 амінокислот, а молекулярна маса — 27 011.
| 10         |  | 20         |  | 30         |  | 40         |  | 50         |
| ---------- |  | ---------- |  | ---------- |  | ---------- |  | ---------- |
| MCAEVGPALC |  | RGMERNSLGC |  | CEAPKKLSLS |  | FSIEAILKRP |  | ARRSDMDRPE |
| GPGEEGPGEA |  | AASGSGLEKP |  | PKDQPQEGRK |  | SKRRVRTTFT |  | TEQLHELEKI |
| FHFTHYPDVH |  | IRSQLAARIN |  | LPEARVQIWF |  | QNQRAKWRKQ |  | EKIGNLGAPQ |
| QLSEASVALP |  | TNLDVAGPTW |  | TSTALRRLAP |  | PTSCCPSAQD |  | QLASAWFPAW |
| ITLLPAHPWE |  | TQPVPGLPIH |  | QTCIPVLCIL |  | PPPHPKWGSI |  | CATST      |

A: Аланін

C: Цистеїн

D: Аспарагінова кислота

E: Глутамінова кислота

F: Фенілаланін

G: Гліцин

H: Гістидин

I: Ізолейцин

K: Лізин

L: Лейцин

M: Метіонін

N: Аспарагін

P: Пролін

Q: Глутамін

R: Аргінін

S: Серин

T: Треонін

V: Валін

W: Триптофан

Кодований геном білок за функцією належить до активаторів. 
Задіяний у таких біологічних процесах, як транскрипція, регуляція транскрипції. 
Білок має сайт для зв'язування з ДНК. 
Локалізований у ядрі.